# Exelmans (métro de Paris)
Pour les articles homonymes, voir Exelmans.
Exelmans est une station de la ligne 9 du métro de Paris, située dans le 16e arrondissement de Paris.

## Situation
La station est implantée au sud-est du quartier d'Auteuil, sous la rue Michel-Ange au sud de son intersection avec le boulevard Exelmans. Approximativement orientée selon un axe nord-est/sud-ouest, elle s'intercale entre les stations Porte de Saint-Cloud et Michel-Ange - Molitor.

## Histoire
La station est ouverte le 8 novembre 1922 avec la mise en service du premier tronçon de la ligne 9, dont elle constitue le terminus sud-ouest depuis Trocadéro jusqu'au 29 septembre 1923, date à laquelle la ligne est prolongée d'une station supplémentaire jusqu'à Porte de Saint-Cloud.
Elle doit sa dénomination à sa proximité avec le boulevard Exelmans, lequel rend hommage à Rémy Joseph Isidore Exelmans (1775-1852), général de cavalerie des armées napoléoniennes, héros de la dernière bataille de l'Empire et maréchal de France.
Une correspondance par la voie publique était possible avec la ligne de Petite Ceinture via l'ancienne gare du Point-du-Jour, fermée au trafic de voyageurs à partir du 23 juillet 1934, puis disparue en 1959 avec la démolition du viaduc d'Auteuil qui surplombait le boulevard Exelmans. La gare était également accessible depuis la station Chardon-Lagache de la ligne 10, alors desservie par la ligne 8.
Jusqu'au milieu des années 2000, la station présentait une petite exposition consacrée au chanteur Claude François, dont le domicile était situé à proximité, au no 122 du boulevard Exelmans. Les pancartes sont retirées lors de la rénovation de la station, effectuée dans le cadre du programme « Renouveau du métro » de la RATP. Les travaux de modernisation s'achèvent le 11 décembre 2007.

### Fréquentation
Selon les estimations de la RATP, la station a vu entrer 2 102 492 voyageurs en 2019, ce qui la place à la 239e position des stations de métro pour sa fréquentation sur 302,. En 2020, avec la crise du Covid-19, son trafic annuel tombe à 1 055 609 voyageurs, la classant alors au 236e rang, avant de remonter progressivement en 2021 avec 1 607 223 entrants comptabilisés, ce qui la place à la 219e position des stations du réseau pour sa fréquentation cette année-là.

## Services aux voyageurs

### Accès
La station dispose de trois accès, constitués pour chacun d'un escalier fixe agrémenté d'une balustrade en fer forgé dans le style Dervaux des années 1930 :
- l'accès no 1 « Boulevard Exelmans », orné d'un candélabre Dervaux, débouchant au droit du no 71 de ce boulevard, à l'angle avec la rue Michel-Ange ;
- l'accès no 2 « Rue Michel-Ange », doté d'un des rares mâts Val d'Osne du réseau, se trouvant face au no 73 du même boulevard, également à l'angle avec la rue Michel-Ange ;
- l'accès no 3 « Rue Claude-Lorrain - Hôpital Henry-Dunant » se situant au droit du no 79 de la rue Michel-Ange.

Accès à la station
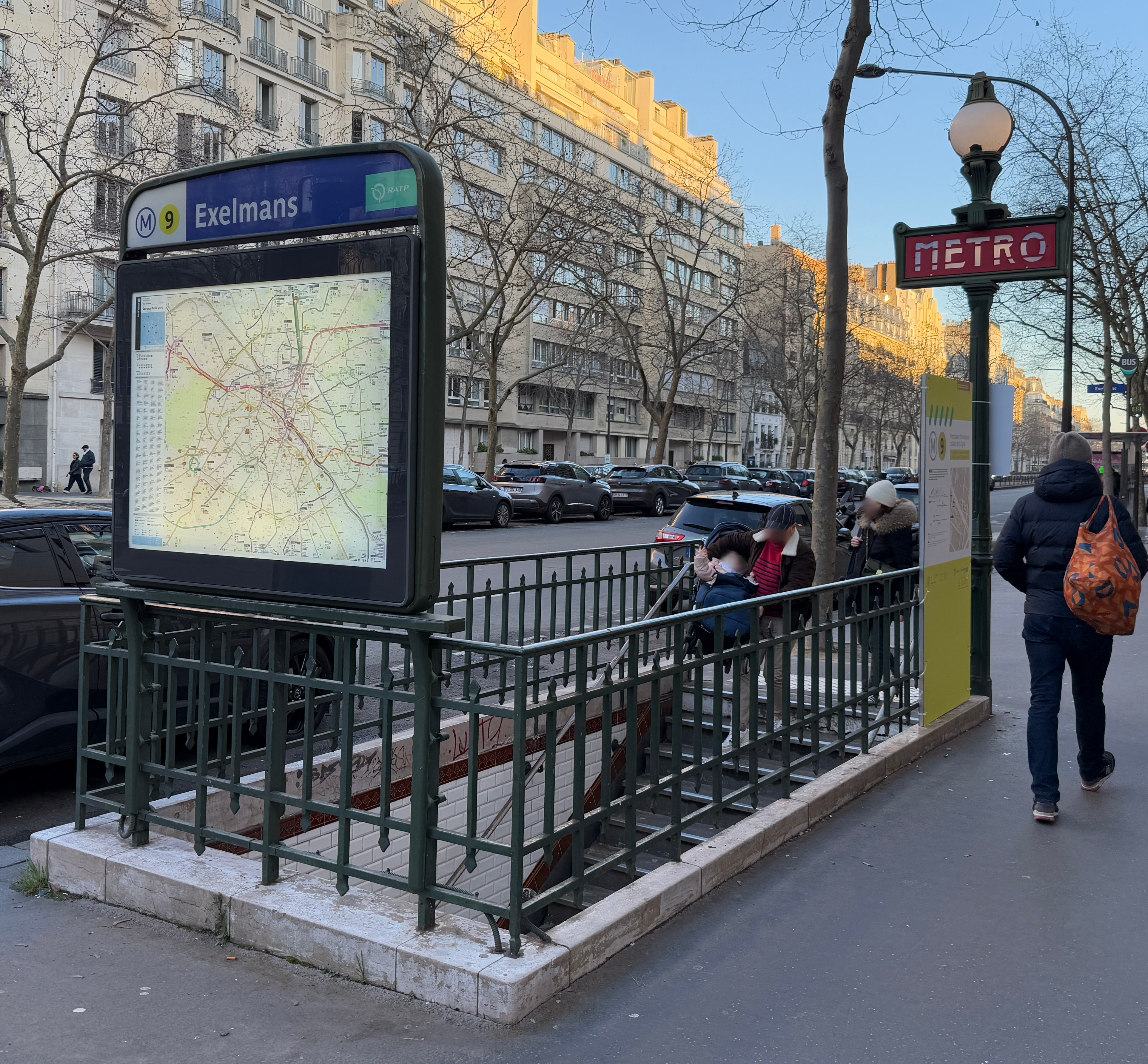
L'accès no 1, « Boulevard Exelmans ».
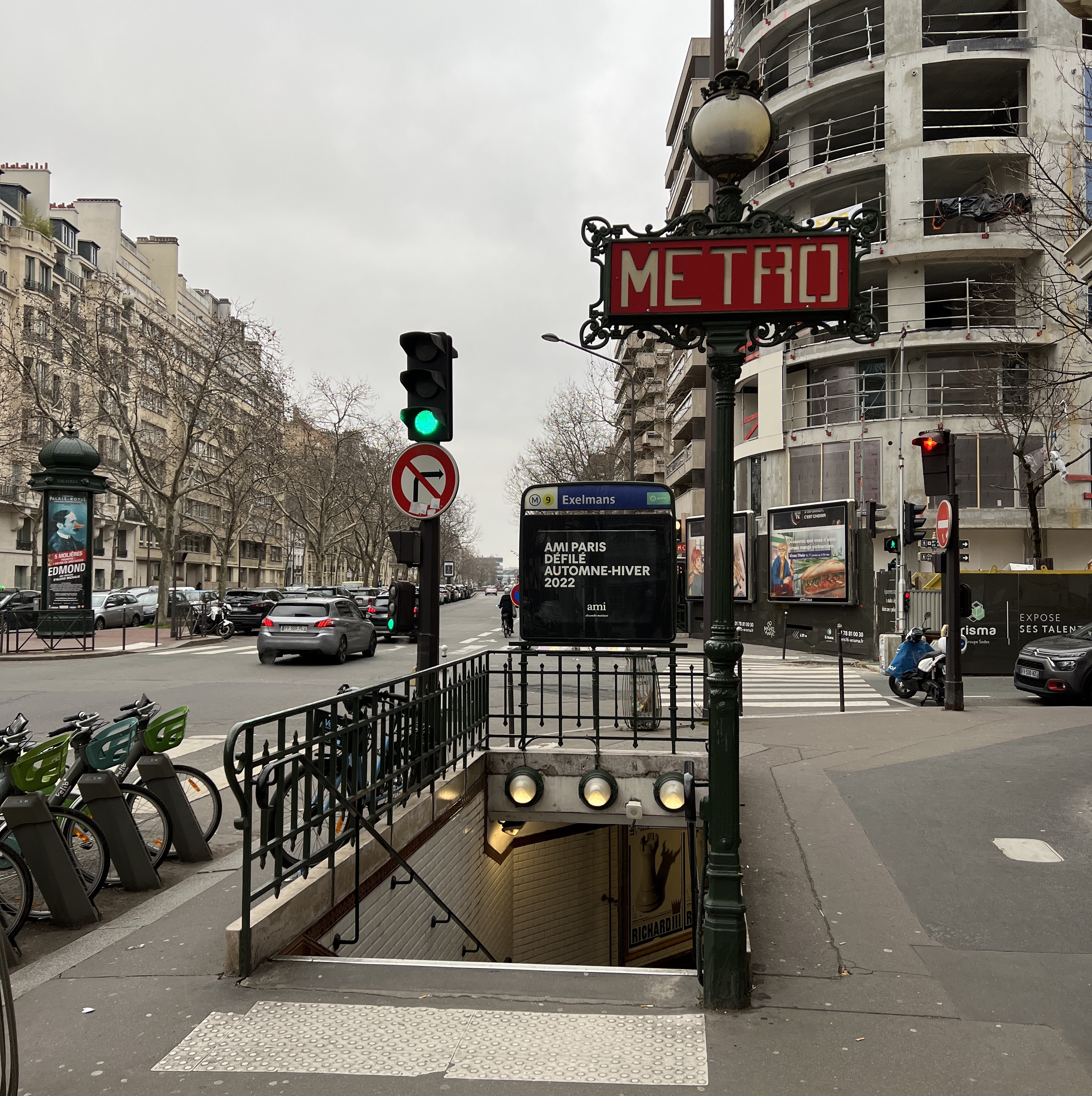
L'accès no 2, « Rue Michel-Ange ».
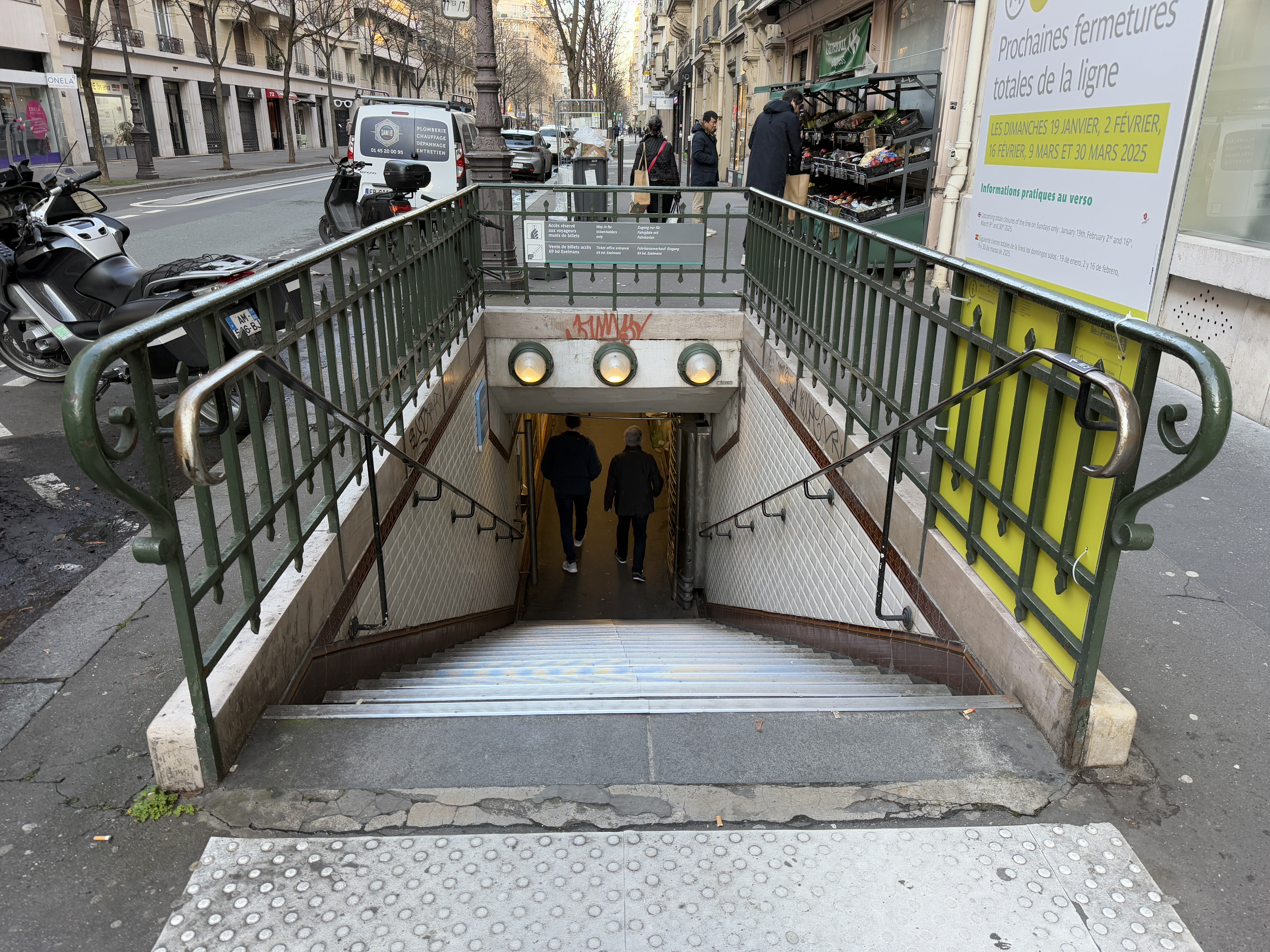
L'accès no 3, « Rue Claude-Lorrain ».

### Quais
Exelmans est une station de configuration standard pour le métro de Paris : elle possède deux quais, d'une longueur conventionnelle de 75 mètres, séparés par les voies du métro situées au centre et la voûte est elliptique. La décoration est du style utilisé pour la majorité des stations du métro : les bandeaux d'éclairage sont blancs et arrondis dans le style « Gaudin » du renouveau du métro des années 2000, et les carreaux en céramique blancs biseautés recouvrent les pieds-droits, la voûte ainsi que les tympans. Les cadres publicitaires sont en faïence de couleur miel à motifs végétaux et le nom de la station est également incorporé dans la céramique murale (sauf au droit des locaux techniques à mi-quai où il figure en police de caractères Parisine sur des plaques émaillées), selon le style d'entre-deux-guerres de la CMP d'origine. Les sièges de style « Motte » sont de couleur rouge.
À l'exception de la teinte des assises, cette décoration est totalement identique à celle de la station voisine de la ligne 9, Michel-Ange - Molitor.

Quais de la station
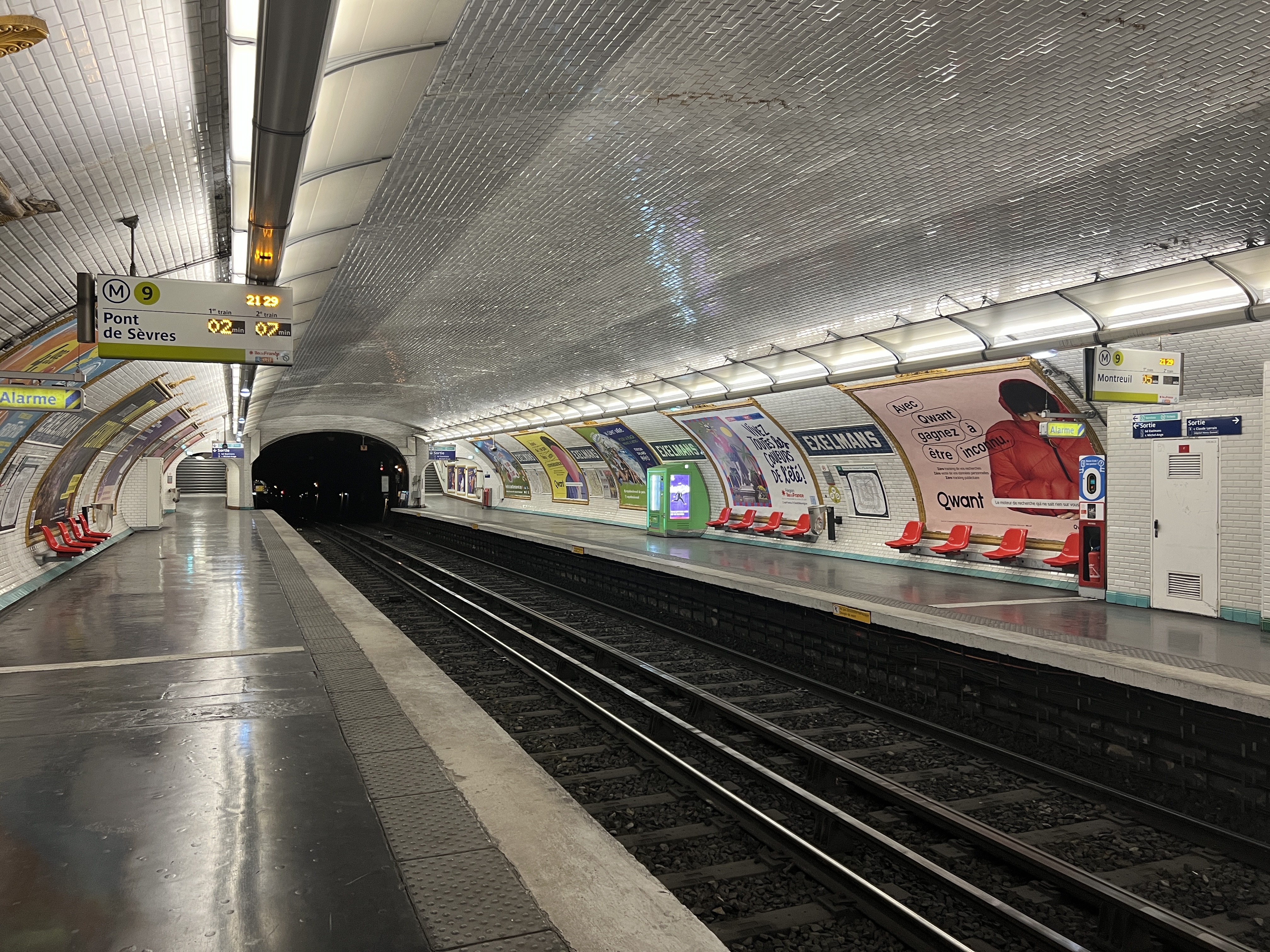
Les quais vus en direction de Mairie de Montreuil.
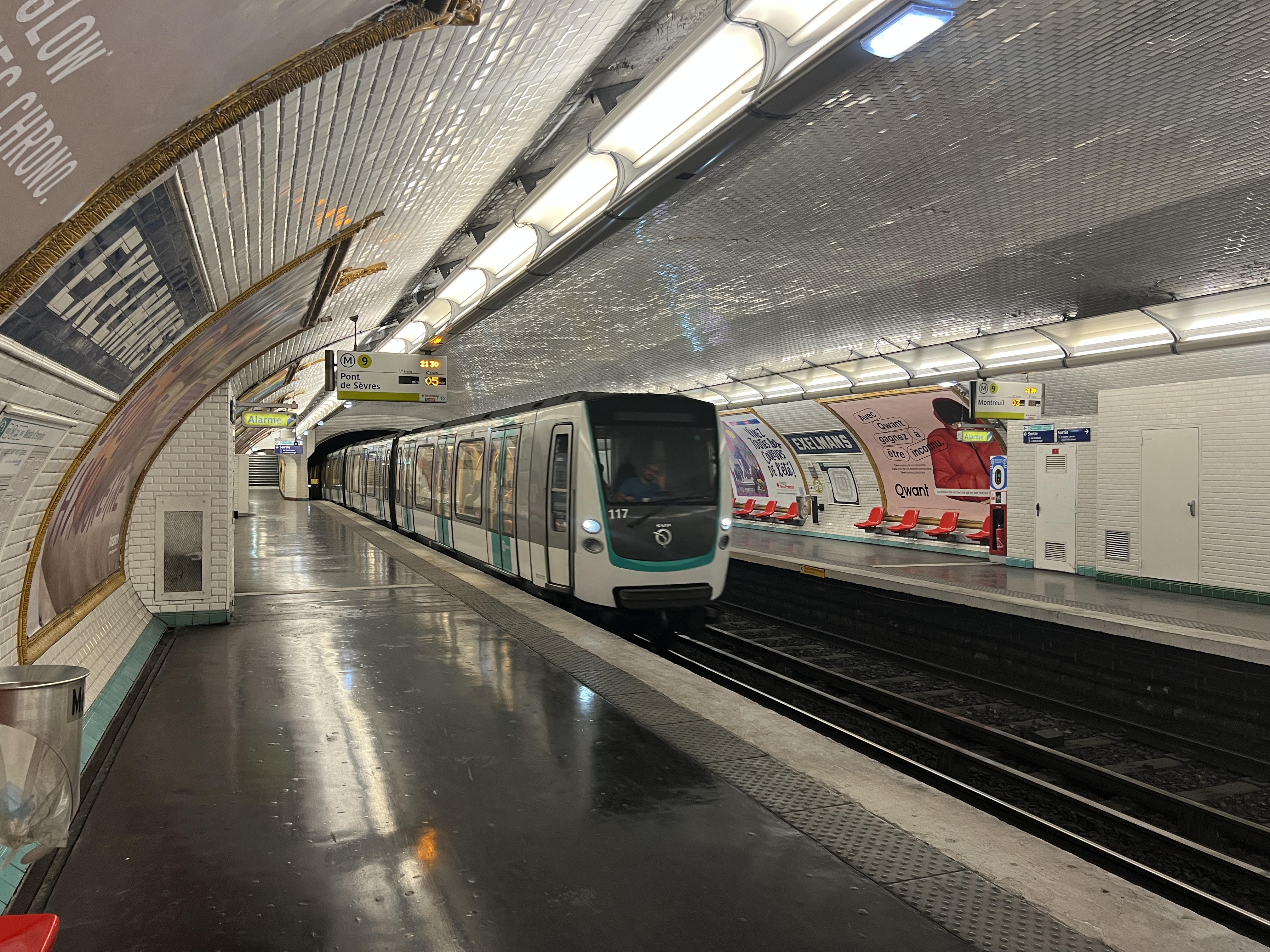
Rame MF 01 entrant en station en direction de Pont de Sèvres.
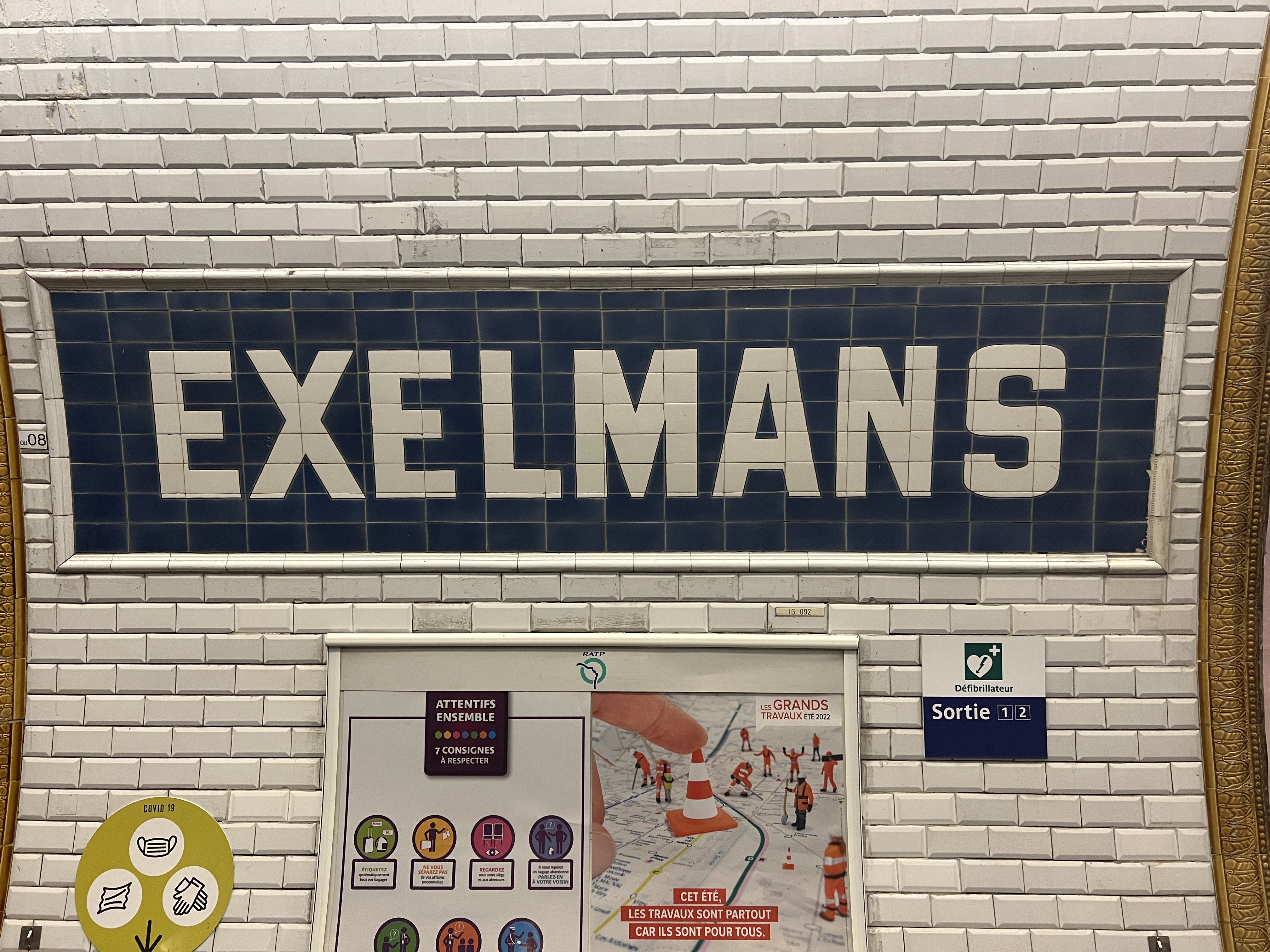
Faïence murale incorporant le nom de la station.

### Intermodalité
La station est desservie par les lignes 62 (en direction de Porte de France uniquement) et 88 du réseau de bus RATP.

## À proximité
- Église réformée de Paris Auteuil
- Ambassade du Viêt Nam
- Cimetière d'Auteuil
- Hôpital Henry-Dunant
- Stade Jean-Bouin
- Parc des Princes
- Atelier Carpeaux
- IUT de Paris-Cité Rives de Seine (site Mirabeau, sur l'avenue de Versailles)